# Etelka Gerster
Etelka Gerster (Košice, 25 de junho de 1855 - Pontecchio, 20 de agosto de 1920) foi uma soprano húngara. Debutou em Itália em 1876 e cantou em Londres no ano seguinte.

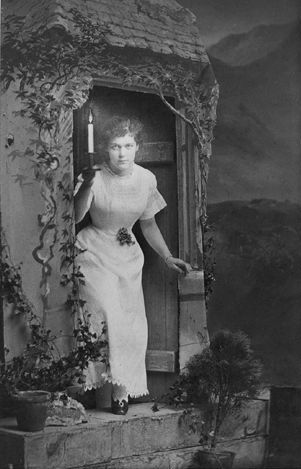
Etelka Gerster (1878 - New York)

Em 1878 atuava na Academy of Music em Nova Iorque, e era considerada uma das cantoras mais importantes da época. A sua filha casou com o maestro Fritz Reiner.
Gerster perdeu a voz pouco depois de dar à luz e nunca mais cantou. De 1896 a 1917 ensinou canto em Berlim. Entre os seus alunos contaram-se Ilona Durigo, Matja von Niessen-Stone, e Lotte Lehmann.